# Elizabeth Stromme
Elizabeth Stromme, née le 23 juin 1947 à Minneapolis, au Minnesota, aux États-Unis, et morte le 7 décembre 2006 à Guerneville, dans le comté de Sonoma, en Californie, est une femme de lettres et une journaliste américaine, auteure de roman policier.

## Biographie
Elle travaille pour le Los Angeles Times, le San Francisco Chronicle et le Pacific Horticulture.
En 1994, elle publie son premier roman, Gangraine (Against the Grain) dans lequel elle « condamne sans réserve le monde obscur de « l'agro-business » ». Selon Claude Mesplède, « ce polar rythmé et convaincant dont l'atmosphère est étouffante et la conclusion pessimiste, constitue sans doute l'un des premiers romans policiers écologistes ». Dans une note publié avec le roman, Jean-Patrick Manchette écrit « ce qui en fait le vif intérêt, c'est que la légère et enjouée intrigue "policière" implique un tableau général mais très inquiétant des conditions qui prévalent maintenant dans l'agroalimentaire et ses dérivations dans la chimie, avec, en prime, des aperçus sur les horreurs du génie génétique. Il faut louer Elizabeth Stromme d'avoir trouvé un ton détendu pour faire passer un point de vue apocalyptique ».
Dans son second roman, L'Écrivain public (Joe's Word), paru en 1999, elle « compose une chronique faite de petites scènes de la vie quotidienne. Ses personnages fatalistes tentent de survivre grâce à leur humour et une vie sexuelle débordante ». Pour Patrick Raynal, elle a « un style foncièrement "hard-boiled" - comme dans L'Écrivain public (Gallimard, 1999) - qu'elle avait puisé dans les romans de Raymond Chandler ou Dashiell Hammett. Sa vraie spécialité, c'était cet art d'inventer des histoires gaies, presque primesautières, sur des sujets graves qui font aujourd'hui le tout-venant des gros titres de la presse ».
Elle meurt d'un cancer de l'estomac le 7 décembre 2006. Elle fut pendant 30 ans l'épouse de Philippe Garnier,.

## Œuvre

### Romans
- Against the Grain (1994) Publié en français sous le titre Gangraine, Paris, Éditions Gallimard, coll. « Série noire » no 2365 (1994)  (ISBN 2-07-049425-X) ; réédition, Paris, Éditions Gallimard, coll. « Folio policier » no 246 (2002)  (ISBN 2-07-042234-8)
- Joe's Word (1999) Publié en français sous le titre L'Écrivain public, Paris, Éditions Gallimard, coll. « La Noire » (1999)  (ISBN 2-07-075347-6)

### Nouvelle
- The Basement (2000) Publié en français sous le titre La Cave, dans le recueil Le Bout du monde, Paris, Éditions Gallimard, coll. « Série noire » no 2620 (2001)  (ISBN 2-07-049376-8)

### Sources
: document utilisé comme source pour la rédaction de cet article.
- Claude Mesplède (dir.), Dictionnaire des littératures policières, vol. 2 : J - Z, Nantes, Joseph K, coll. « Temps noir », 2007, 1086 p. (ISBN 978-2-910-68645-1, OCLC 315873361), p. 837.